# Liste de ponts de la Côte-d'Or
Liste de ponts de la Côte-d'Or, non exhaustive, représentant les édifices présents et/ou historiques dans le département de la Côte-d'Or, en France.

## Ponts de longueur supérieure à 100 m
Les ouvrages de longueur totale supérieure à 100 m du département de la Côte-d’Or sont classés ci-après par gestionnaires de voies.

### Autoroute

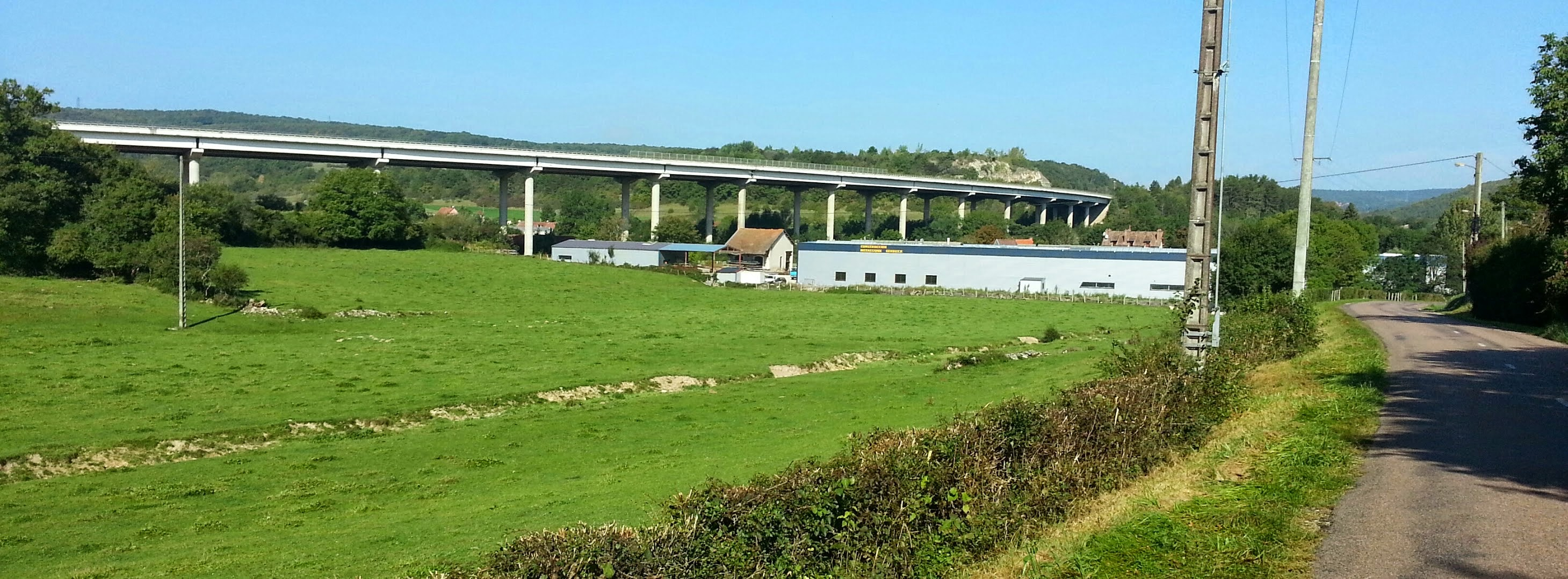
Le viaduc de Pont-d'Ouche

- viaduc de Pont d'Ouche, supporte l'A6 à Thorey-sur-Ouche[1].

### Voies ferrées
- Viaduc de Neuvon (236 m) construit en 1849 à Plombières-lès-Dijon pour la ligne de Paris-Lyon à Marseille-Saint-Charles.
- Viaduc d'Oisilly (295 m) construit à partir de 1886 pour la voie unique de la ligne de Saint-Julien (Troyes) à Gray.

## Ponts présentant un intérêt architectural ou historique
Les ponts de la Côte-d’Or inscrits à l’inventaire national des monuments historiques sont recensés ci-après.
- Pont - Aignay-le-Duc - XIXe siècle
- Pont - Aisey-sur-Seine - XVIIe siècle
- Pont des Troubles - Aisey-sur-Seine - XVIIe siècle ; XIXe siècle
- Pont - Arceau - XIXe siècle
- Pont - Arconcey - XIXe siècle
- Pont - Autricourt - XVIIIe siècle ; XIXe siècle
- Pont - Beire-le-Châtel - XIXe siècle
- Pont de Larmoy - Beire-le-Châtel - XIXe siècle
- Pont - Belan-sur-Ource - XVIIIe siècle
- Pont - Belleneuve - XIXe siècle
- Pont - Bellenod-sur-Seine - XVIIIe siècle
- Pont - Beurey-Bauguay - XIXe siècle
- Pont - Bèze - XIXe siècle
- Pont de chemin de fer - Bèze - XIXe siècle
- Pont - Bézouotte - XIXe siècle
- Pont - Billy-lès-Chanceaux - XVIIIe siècle
- Pont - Bissey-la-Pierre - XVIIIe siècle
- Pont sur la rigole de Blancey - Blancey - XIXe siècle
- Pont - Boudreville - XVIIIe siècle
- Pont - Brémur-et-Vaurois - XVIIIe siècle ; XIXe siècle
- Pont - Brion-sur-Ource - XVIIe siècle ; XXe siècle
- Pont - Busseaut - XIXe siècle
- Pont - Chamesson - XVIIe siècle
- Pont - Champagne-sur-Vingeanne - XVIIIe siècle
- Pont - Champagne-sur-Vingeanne - XVIIIe siècle
- Pont - Champagne-sur-Vingeanne - XIXe siècle
- Pont - Châtillon-sur-Seine - XIXe siècle
- Pont de la Douix - Châtillon-sur-Seine - XIXe siècle
- Pont des Boulangers - Châtillon-sur-Seine - XVIe siècle
- Pont du Perthuis-au-Loup - Châtillon-sur-Seine - XIVe siècle
- Pont Saint-Barthélémy - Châtillon-sur-Seine - XVIIIe siècle
- Pont - Chazilly - XIXe siècle
- Pont - Cheuge - XIXe siècle
- Pont-levis de Cheuge, sur le canal entre Champagne et Bourgogne - XIXe siècle
- Pont sur le canal de Bourgogne - Créancey - XIXe siècle
- Pont - Duesme - XIXe siècle
- Pont - Essarois - XVIIIe siècle
- Pont des Romains - Etrochey - XVIIe siècle
- Viaduc de Fin - Fleurey-sur-Ouche - XIXe siècle
- Pont - Gissey-sur-Ouche - XVIIIe siècle
- Pont - Gomméville - XIXe siècle
- Pont - Grancey-sur-Ource - XVIIIe siècle
- Pont - Griselles - XIXe siècle
- Pont - Magny-Saint-Médard - XIXe siècle
- Pont - Marcenay - XIXe siècle
- Pont - Minot - XIXe siècle
- Pont Sebot - Minot - XIXe siècle
- Passerelle - Mirebeau - XIXe siècle
- Pont - Mirebeau - XVIIIe siècle
- Pont - Moitron - XIXe siècle
- Pont - Molesmes - XIXe siècle
- Ponts de l'Abattoir - Montigny-sur-Aube - XVIIIe siècle
- Pont - Montmoyen - XVIIIe siècle
- Pont - Nod-sur-Seine - XVIIIe siècle
- Pont - Noiron-sur-Bèze - XIXe siècle
- Pont - Noiron-sur-Bèze - XIXe siècle
- Viaduc - Oisilly - XIXe siècle
- Pont - Pothières - XVIIIe siècle ; XIXe siècle
- Pont - Quemigny-sur-Seine - XIXe siècle
- Pont - Renève - XVIIIe siècle
- Pont - Sainte-Marie-sur-Ouche - XVIIIe siècle
- Pont - Saint-Marc-sur-Seine - XVIIIe siècle
- Pont sur la Saône - Seurre - XVIIIe siècle
- Pont - Trochères - XIXe siècle
- Pont - Vandenesse-en-Auxois - XIXe siècle
- Pont - Vandenesse-en-Auxois - XIXe siècle
- Pont - Vanvey - XIXe siècle
- Pont - Vanvey - XVIIIe siècle
- Viaduc de Fin - Velars-sur-Ouche - XIXe siècle
- Pont sur l'Oze - Venarey-les-Laumes - XVIe siècle
- Pont - Vertault - XIXe siècle
- Pont - Vertault - XVIIe siècle ; XVIIIe siècle
- Pont - Vix - XIXe siècle
- Pont - Voulaines-les-Templiers - XIXe siècle

## Sources
Base de données Mérimée du Ministère de la Culture et de la Communication.